# 克林巴赫河
49°51′57″N 9°38′03″E / 49.865909°N 9.634202°E
克林巴赫河（德語：Klimbach），是德國巴伐利亚州的河流，位於該國東南部，屬於卡爾巴赫河的右支流，河道全長4.1公里，流域面積5.1平方公里，流經美因-施佩萨特县。